# Labeo camerunensis
Labeo camerunensis är en fiskart som beskrevs av Trewavas, 1974. Labeo camerunensis ingår i släktet Labeo och familjen karpfiskar. IUCN kategoriserar arten globalt som livskraftig. Inga underarter finns listade i Catalogue of Life.